# ما جيانغ باو
ما جيانغ باو هو كاتب ومؤلف صيني، ولد في 31 أكتوبر 1941 في شانغهاي في الصين، وتوفي في 12 أكتوبر 2016 في روتردام في هولندا.

## وصلات خارجية
- الموقع الرسمي